# Norra begravningsplatsen

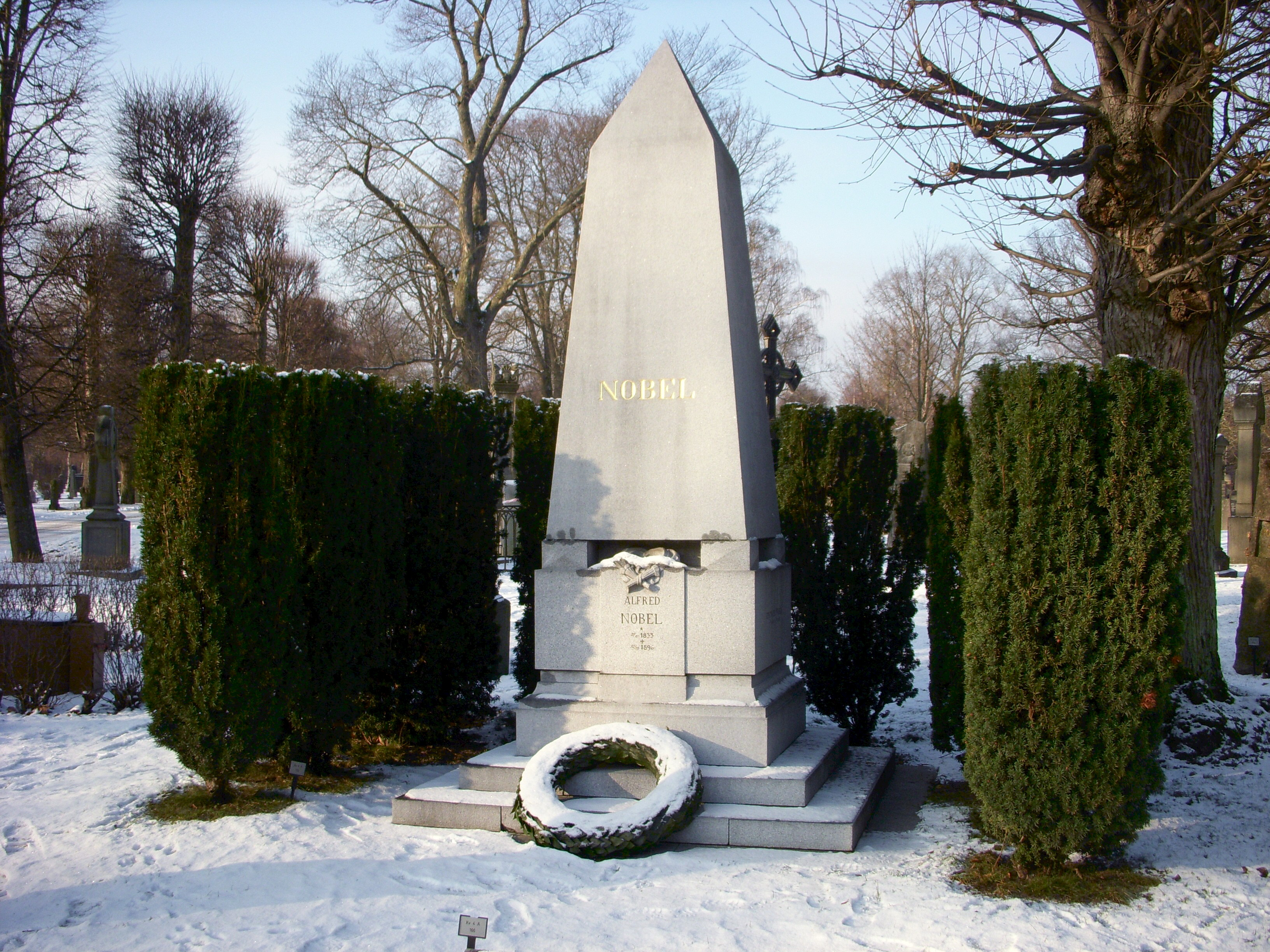
Tomba di Alfred Nobel

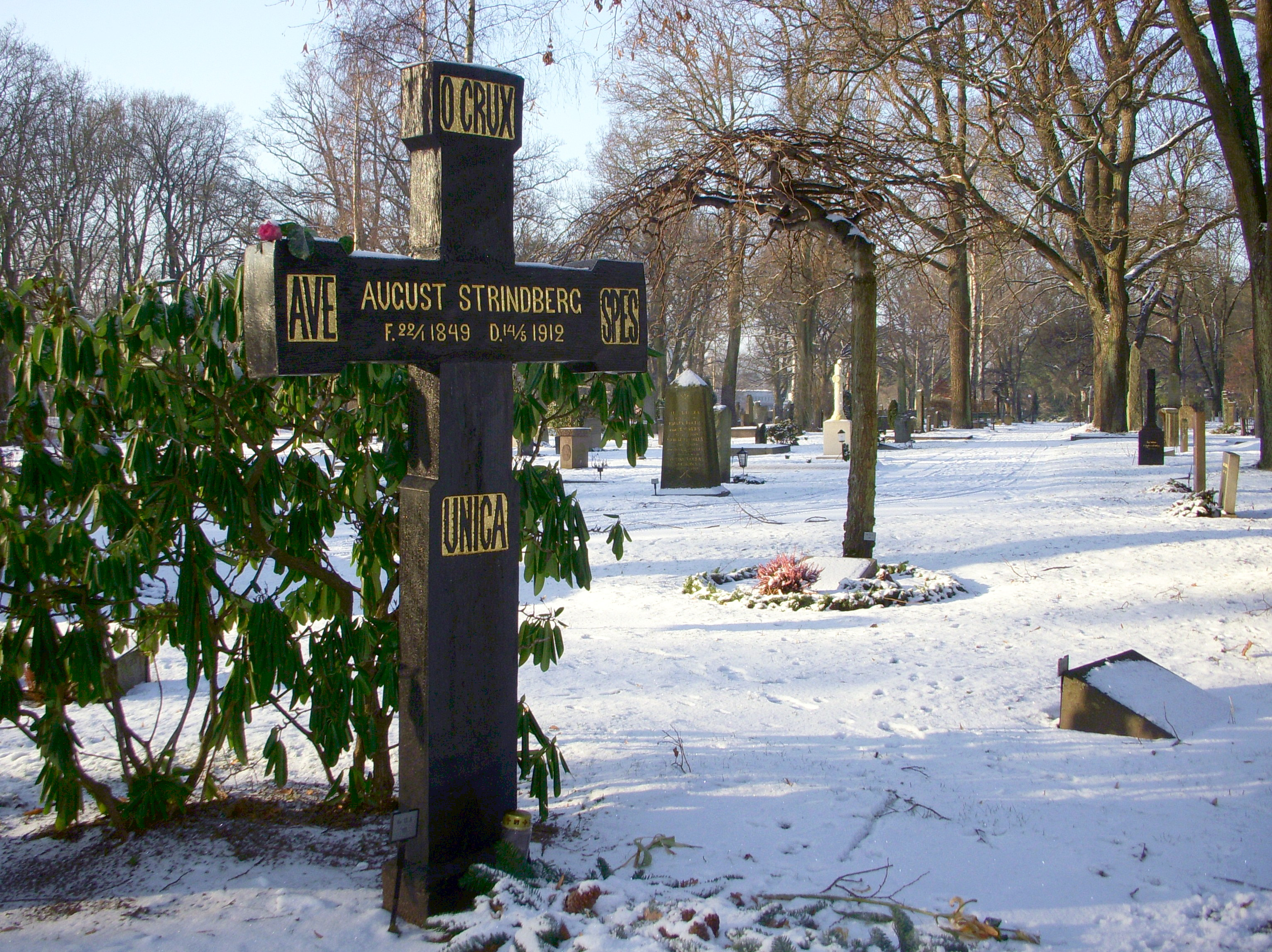
Tomba di August Strindberg

Il Norra begravningsplatsen, letteralmente "cimitero nord", è il principale cimitero dell'area urbana di Stoccolma, in Svezia. Situato nella municipalità di Solna è stato inaugurato il 9 giugno del 1827 dall'arcivescovo Johan Olof Wallin.

## Storia
Il cimitero è stato edificato su un'area appartenente alla tenuta reale del castello di Karlberg. La parte più antica, quella più orientale, fu progettata dall'architetto Carl Gustaf Blom-Carlsson secondo lo stile francese in voga all'epoca, un'area semicircolare con viali che si dipartono a raggiera dall'ingresso. 
A fianco al cimitero, nel 1887, fu costruito il primo crematorio dei paesi nordici, è stato demolito nel 1909 per fare posto ad una nuova struttura con sale per cerimonie rimasta in funzione fino al 1989.
Il cimitero è stato progressivamente ampliato fino ad arrivare all'estensione di 62 ettari. Agli ampliamenti e alle decorazioni hanno collaborato numerosi architetti come Gustaf Lindgren, Gunnar Asplund, Sigurd Lewerentz e Lars Israel Wahlman. Tra le sculture e i bassorilievi vi sono opere di numerosi scultori svedesi tra i quali  Carl Eldh e Carl Milles. Il boschetto commemorativo, inaugurato nel 1978, è opera dell'architetto Jan Wahlman.

## Sepolture illustri
Vi sono sepolti, tra gli altri:
- Alfred Nobel
- Salomon August Andrée
- Per Albin Hansson
- Gösta Ekman
- August Strindberg
- Ragnar Östberg
- Ferdinand Boberg
- Johan Olof Wallin
- Ingrid Bergman
- Nelly Sachs
- Ulrich Salchow
- Victor Sjöström
- Greta Almroth